# Източно-западна схизма
Източно-западната схизма (разкол), позната и като Великата схизма (този термин по-късно се използва за Папската схизма), е институционно-политическо и духовно разделение на християнската църква на два основни дяла – римокатолицизъм и източно православие. Разколът между Рим и Константинопол бележи началото си от 1054 година.

## Причини
Разколът е крайната точка от един период на институционално разделяне между двете църкви. Основната причина за него е нежеланието на подвластния на императора константинополски патриарх (патриарха на Новия Рим) да приеме върховенството в Църквата на римския папа. За разделянето спомогнало и преувеличеното наблягане на вече съществуващите разлики в догмите, обредите и организацията. В този смисъл, една от причините за започналото разцепление е неспособността на църковната институция да постави Христовото учение над културните различия между Изтока и Запада. От друга страна, в източната част на империята се използвал предимно старогръцкият книжовен език, докато в западната – не само в църковните служби, а също в науката и междудържавните отношения се използвал латинският, което засилва раздалечаването. В богословски план, старогръцкият книжовен език (на който са първоизточниците на Светото писание) може да предаде богословски тънкости, непостижими за латинския, което явно проличава в спора за добавката „Филиокве“, въведена през VІ век от Западната църква.
През 1014 г. папа Бенедикт VIII окончателно утвърждава тази идея. Тази оспорвана от източната църква добавка („и Сина“) през Х век е критикувана от константинополския патриарх Фотий I по време на т.нар. „Фотиева“ схизма и е в основата на догматичните противоречия между двете Църкви.
Друга спорна точка между двете страни е учението за чистилището. Според старогръцките богослови междинна степен между рая и ада, наречена „чистилище“, не съществува, докато западните твърдят, че починалите без смъртен грях имат възможност за „очистване“ през определен от Бога период, преди да се изправят в Неговото присъствие. Освен на институционно-организационна основа съществували и второстепенни разногласия и по въпросите на църковната организация – напр. възгледите за епископския чин, въпросът за безбрачието (целибат) на свещениците, начинът на приготвяне на причастието (евхаристията).

## Следствие
От геополитическа гледна точка, институционният разкол на Източна и Западна църква налага в Европа утвърдените вече два начина на управление – цезаропапизъм във Византия и Източна Европа, включително и в България, и папоцезаризъм в кралствата от Западна Европа. Католицизмът акцентира върху духовната власт (папата), която се стреми към върховенство над светската власт (императори, крале). Чрез коронация папата утвърждава западноевропейските монарси, но има и властта да ги анатемоса и свали от власт. А цезаропапизъмът се изразява в това, че императорите назначават патриарсите и влияят върху живота на църквата. Тези два образеца просъществуват до появата на Реформацията и абсолютизма в Европа.

## Развитие
През 1054 г. настъпва и разделението по същество. В Константинопол католическите обреди са отречени като покварени, а католическите църкви – принудително затворени. В Рим папа Лъв IX, вече на смъртен одър, изпраща в Константинопол помирителна мисия, оглавена от кардинал Хумберт. След тримесечно напразно очакване патриархът да ги удостои с аудиенция, кардинал Хумберт издава от името на папата була за отлъчване на Михаил Керуларий от църквата. В нея са изброени обвиненията на папата към Михаил Керуларий и Източната църква – че свещениците се женят, че не се отлъчват онези, които носят бради, и т.н.
Разделението на двете църкви бива затвърдено век и половина по-късно, когато на 13 април 1204 г. кръстоносците от Четвърти кръстоносен поход превземат Константинопол. Това става по молба на претендента за император, Алексий IV Ангел, син на детронирания византийски император Исак II Ангел. В замяна на възстановяването му на престола, последният обещава на кръстоносците 200 000 марки, провизии за похода им и 10 000 души войска. След като те превземат града и го възстановяват на престола обаче, Исак IV Ангел не успява да събере обещаните средства, а населението на града се разбунтува и го детронира. Вследствие на това, след две години лагеруване пред стените на града под непрекъснатите византийски набези, кръстоносците решават да го нападнат и да си вземат обещаното насила. Това второ нападение също е успешно и кръстоносците разграбват византийската столица, подлагайки населението на клане и безчестие. Папата отлъчва участвали в това дело кръстоносци, въпреки че скоро след това отново ги приема в Църквата. Като причина за превземането на Константинопол не бива да се пренебрегва и съвсем неотдавнашният тогава погром над западните християни в Константинопол в края на ХІІ век, в резултат на който от ръцете на византийците живота си загубват няколко десетки хиляди души, главно венецианци и генуезци.

## Опити за обединение
През XV век под натиска на османската заплаха източната страна прави опити за обединение с Римокатолическата църква. През 1439 г. на събора във Флоренция се подписва уния между двете църкви. Унията е категорично отхвърлена от присъствалия на събора св. Марк Ефески и на практика не просъществува дълго. Само след няколко години много от присъствалите на униатския събор епископи и митрополити открито отхвърлят съгласието си със събора и твърдят, че решенията на него са  изтръгнати посредством подкупи и заплахи от страна на латинското духовенство. Така Унията бива отхвърлена от повечето Източни Църкви. Във връзка с това повечето средновековни гръцки богослови продължават да отричат обединението. След падането на Константинопол през 1453 г, обединението бива официално разтрогнато с решение на новия император – султана, и за нов Константинополски патриарх е назначен водачът на противниците на унията Генадий Схоларий.

## Отменяне на взаимните анатеми
През 1964 г., в Йерусалим се срещат вселенският патриарх Атинагор I и римският папа Павел VI. Това е първата среща на водачите на Източноправославната и Римокатолическата църква след 1439 г. В резултат на тази среща през декември 1965 г. са отменени взаимните анатеми и е подписана Съвместна декларация.